# Технологический институт Киото
Технологический институт Киото (яп. 都工芸繊維大学) — японский национальный университет в городе Киото, основанный в 1949 году. История Института восходит к двум школам, Киотской ремесленной средней школе, основанной в 1902 году в Есиде, и Киотской школе шелководцев, основанной в 1899 году в Кита-ку, под юрисдикцией министерства сельского хозяйства и торговли. Первая была перемещена в Мацугасаки в 1930 году и изменила свое название в 1944 году. Вторая превратилась в «Киотоскую среднюю школу шелководства» в 1914 году, и в 1944 году была переименована в «Киотоскую техническую среднюю школу шелководства». Эти два предшественника объединились в 1949 году, в связи с пересмотром системы образования, чтобы создать нынешнюю школу науки и техники. Вместе с университетом Синсю и Токийским университетом сельского хозяйства и технологии, институт является одним из трех японских исторических центров текстильных исследований. В одном только 2006 году Киотскому Технологическому институту было присвоено 28 патентов.
У института есть мацугасацкий кампус в Сакё-ку. Другой кампус находится в Укё-ку. На английском языке он известен как KIT.
Начиная с октября 2007 года, обучение в аспирантуре стало доступно на английском языке в рамках международной программы по науке и технике для специально отобранных студентов из 50 учреждений по всему миру с соглашениями об обмене.

## Статистика
По состоянию на 1 мая 2011 года в состав студенческого корпуса входили 2968 магистрантов и 1110 аспирантов, 170 из которых являются иностранными студентами из 30 стран. С 2008 по 2009 год 330 исследователей KIT путешествовали за границу, а 175 исследователей приехали в KIT из-за рубежа.

## Центры и объекты кампуса
- Кооперативный исследовательский центр
- Центр генетических ресурсов дрозофилы
- Центр инструментального анализа
- Центр экологических наук
- Центр информационных наук
- Радиоизотопная лаборатория
- Венчурная лаборатория
- Инкубационный центр
- Центр волоконной и текстильной науки
- Центр биоресурсных полевых исследований
- Центр производственных технологий
- Центр международного обмена
- Центр медицинского обслуживания
- Центральный зал
- Университетская библиотека
- Музей и архивы
- Научно-исследовательский центр дизайна[4]